# Donnie Wahlberg
Donald Edmond Wahlberg Jr. (* 17. srpna 1969 Boston) je americký zpěvák, skladatel, herec, producent a filmový producent. Je zakládajícím členem chlapecké skupiny New Kids on the Block. 
Wahlbergova první filmová herecká role byla v roce 1996 filmu Bullet s Mickeyem Rourkem a Tupacem Shakurem. Také měl role ve filmech jako Saw, Zookeeper, Dreamcatcher, Sixth Sense, Righteous Kill a Ransom, a také se objevil v miniseriích Band of Brothers jako Carwood Lipton. Je starším bratrem herce a rappera Marka Wahlberga. V roce 1991 byl Wahlberg obviněn ze žhářství prvního stupně v historickém hotelu Seelbach v Lousville v Kentucky. Spolu s bratry Paulem a Markem je spoluvlastníkem bostonské restaurace zvané Wahlburges. Wahlberg je švedského, irského, anglického a francouzsko-kanadského původu.